# بني عصر
قبيلة العصري : هي جزء من القبائل التي تقع في ضمن حدود يافع السفلى ، وهي من القبائل اليمن العريقة التي تنتمي إلى مجموعة قبائل حمير .
إليك بعض التفاصيل حول قبيلة العصري في يافع :
- النسب والأصل: قبيلة العصري تعود إلى يافع بن قاول ، وهو الجد الأكبر لقبائل يافع . ويرجع نسبها إلى القبيلة الحميرية، و التي تعتبر من القبائل القحطانية الأصل.
- الموقع الجغرافي: تسكن قبيلة العصري في مناطق متفرقة في يافع، ولكنها تعرف بوجودها في وادي طسه، الذي يقع في مديرية سباح بمحافظة أبين. هذا الوادي يحدها مع قبائل أخرى في يافع مثل العماري و آل كساد.
- التاريخ القديم: القبائل في يافع، بما في ذلك العصري، لديها تاريخ عريق يعود إلى الحضارات القديمة في اليمن . كانت قبيلة العصري جزءًا من النظام القبلي الذي حكم اليمن قبل الإسلام وبعده.
- العصر الإسلامي: مثل غيرها من قبائل يافع، شاركت قبيلة العصري في الفتوحات الإسلامية وكان لها دور في دعم الدول الإسلامية الناشئة. ذُكر أن بعض أفرادها كانوا من الصحابة أو قاتلوا في جيوش الفتح.
- الفترة الحديثة: في العصر الحديث، تمتلك قبيلة العصري نفوذًا محليًا في يافع، حيث تحتفظ بأعرافها وتقاليدها القبلية. تنخرط في الأحداث السياسية والاجتماعية في المنطقة، ولها تأثير في السياسة المحلية وفي النزاعات أو التحالفات القبلية.
- التحالفات القبلية: كالعديد من القبائل اليمنية، تكونت لها تحالفات مع قبائل أخرى في يافع للدفاع عن الأراضي أو لتحقيق مصالح مشتركة.

يجب أن نلاحظ أن القبائل في اليمن، بما في ذلك قبيلة العصري في يافع، تمر بتغيرات مستمرة في تركيبتها الداخلية وفي علاقاتها الخارجية مع القبائل الأخرى ومع السلطة الحاكمة.
https://alain.alafdal.net/t78-topic
https://www.yafeicoffee.com/pag/13
https://saudia-sahh.net/news371.html
https://almawqeapost.net/special-pens/1466